# Феноксикарб
Феноксикарб, 2-(4-феноксифенокси)этил-О-этилкарбамат, C17H19NO4  — инсектицид из класса ювеноидов, ларвицид.

## Физические свойства
- Белое кристаллическое вещество без запаха, стабильно на свету и в водном растворе при pH 3-9.
- Молекулярная масса 301,3;
- Температура плавления 53-54 °С;
- Давление пара (25 °С) 1,7∙10-5 Па (13∙10-8мм.рт.ст.), летучий;
- Малорастворим в воде (8 мг/л при 25 °C). Хорошо растворяется в этилацетате, ацетоне, толуоле.

## Действие на насекомых
Применяется в основном для борьбы с вредными чешуекрылыми: гроздевая листовертка, сливовая плодожорка, яблонная плодожорка. Нарушает процесс линьки у гусениц, что приводит к их гибели, либо нарушает процесс метаморфоза, что приводит к появлению нежизнеспособных уродливых куколок. Такие куколки не могут превратиться в бабочку и погибают. Эффективен также против мух, комаров, тараканов. Норма расхода 600 г/га. 
Эффективен против насекомых, устойчивых к инсектицидам других классов: фосфоорганическим, пиретроидам, ингибиторам синтеза хитина.

## Токсическое действие и устойчивость
Феноксикарб малотоксичен для теплокровных животных и человека (ЛД50 для крыс 16800 мг/кг, для утки-кряквы >3000 мг/кг) и для пчел (ЛД50 > 200 мкг/особь), умеренно токсичен для рыб и водных беспозвоночных (кроме насекомых), дождевых червей. Умеренно опасен для полезных членистоногих: наездников, хищных клещей.
Быстро разлагается в почве (период полуразложения 4-9 дней), в растениях довольно стабилен (в зерне разлагается только 2,7% за 36 недель). 